# 雅法橙
雅法橙（Jaffa orange），又称沙莫蒂橙（Shamouti orange），是原产于以色列的一种无籽橙品种，其坚硬的果皮使得它非常适合出口运输。
该品种由当地农民在19世纪中叶开发出来，以其最初出口时的产地城市雅法的名字来命名。在巴勒斯坦地区，雅法橙作为一种阿拉伯-犹太合作的代表性产品，是这个城市主要出口的柑橘品种。它与脐橙和酸橙一起，是在地中海、南欧和中东种植的三种主要水果品种之一。雅法橙也在塞浦路斯、伊拉克、黎巴嫩、叙利亚、约旦和土耳其等国种植。